# 金鉄万
金 鉄万（キム・チョルマン、朝鮮語: 김철만、1920年11月2日 - 2018年12月3日）は、朝鮮民主主義人民共和国の軍人、政治家。朝鮮人民軍における軍事称号（階級）は大将。抗日パルチザン世代の1人である。共和国二重英雄。
朝鮮労働党軍需工業部第二経済委員会委員長、朝鮮労働党中央委員会政治局委員候補、朝鮮労働党中央軍事委員会委員、朝鮮民主主義人民共和国国防委員会委員などを歴任。

## 経歴
1920年、日本統治下の両江道雲興郡に生まれる。1937年7月に金日成指揮下の抗日武装組織朝鮮人民革命軍に入隊し、呉仲洽7連隊で抗日パルチザン活動に参加する。朝鮮戦争では連隊長としとて従軍する。
1962年の最高人民会議第三期より代議員に選出された。民族保衛省作戦局長、朝鮮人民軍陸軍第2軍団長などを歴任。
1966年に朝鮮労働党中央委員会委員候補、1970年に中央委員会委員を経て、1976年に政治局委員候補に就任した。1981年に一度退任する。1990年5月24日に行われた最高人民会議第9期最高人民会議第1回会議で朝鮮民主主義人民共和国国防委員会委員、政治局委員候補に選出された。1970年に朝鮮労働党中央軍事委員会委員に就任。1988年に大将に昇進し、軍需動員総局長に就任した。1989年から軍需工業部第二経済委員会委員長に就任し、軍需工業の現代化やミサイル開発を進めたことから「北朝鮮ミサイルの父」と呼ばれる。
2003年に15年間務めた軍需工業部第二経済委員会委員長と国防委員会委員を退任。2010年9月には中央委員会政治局委員候補・中央軍事委員会委員を退任し、第一線から退く。党中央委員会委員・最高人民会議代議員には死去するまで在任していた。
2018年12月3日、膀胱癌の為死去した。党中央委員会と党中央軍事委員会、国務委員会、最高人民会議常任委員会は金正恩を国家葬儀委員長として国葬を執り行った。

## 略歴
- 1948年7月 - 大佐。第10師団第25連隊長
- 1955年4月 - 少将。第37師団長
- 1962年7月 - 中将
- 1962年10月 - 最高人民会議第3期代議員
- 1964年 - 民族保衛省作戦局局長
- 1965年1月 - 第2軍団長
- 1966年10月 - 朝鮮労働党中央委員会委員候補
- 1967年11月 - 最高人民会議第4期代議員
- 1968年2月 - 上将。朝鮮人民軍総参謀部副総参謀長
- 1968年9月 - 共和国英雄
- 1970年7月 - 第1副総参謀長
- 1970年11月 - 朝鮮労働党中央委員会委員
- 1972年12月 - 最高人民会議第5期代議員
- 1976年12月 - 最高人民会議第6期代議員
- 1980年10月 - 朝鮮労働党中央委員会政治局委員候補、朝鮮労働党中央軍事委員会委員
- 1981年9月 - 政治局委員候補解任
- 1986年11月 - 最高人民会議第8期代議員
- 1989年 - 大将。軍需動員総局長
- 1989年12月 - 軍需工業部第二経済委員会委員長
- 1990年4月 - 最高人民会議第9期代議員
- 1990年5月 - 政治局委員候補、朝鮮民主主義人民共和国国防委員会委員
- 1992年4月 - 二重英雄
- 1994年4月 - 金日成国家葬儀委員会委員
- 1998年9月 - 最高人民会議第10期代議員
- 2003年9月 - 最高人民会議第11期代議員、国防委員会委員解任
- 2009年4月 - 最高人民会議第12期代議員
- 2010年9月 - 中央軍事委員会委員解任
- 2011年12月 - 金正日国家葬儀委員会委員
- 2012年2月 - 金正日勲章
- 2014年3月 - 最高人民会議第13期代議員
- 2018年12月3日 - 膀胱癌の為、死去